# Pueblo británico

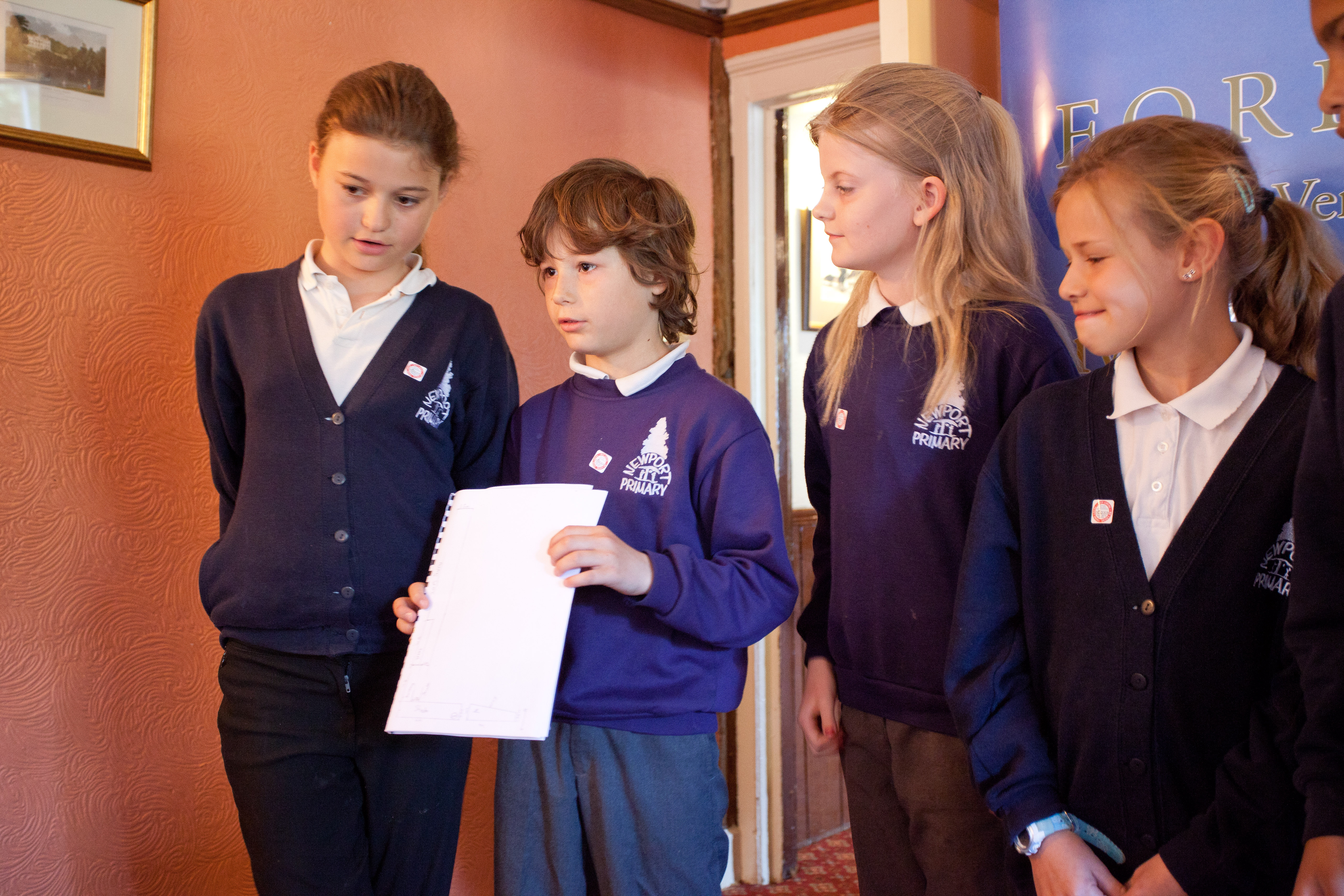
Niños de Inglaterra 2012

El pueblo británico o los  británicos, son los ciudadanos del Reino Unido (Inglaterra, Escocia, Gales e Irlanda del Norte), los territorios británicos de ultramar y las dependencias de la Corona británica y sus descendientes.
Aunque los precursores de la identidad británica se remontan al periodo medieval, la unión de las coronas de Escocia e Inglaterra en 1603 y la creación del Reino de Gran Bretaña en 1707 instigaron un sentido de britanidad. La historia compleja de la formación del Reino Unido ha creado "un concepto peculiar de nacionalidad y pertenencia" en Gran Bretaña e Irlanda. La britanidad "se superpuso a las identidades más antiguas" de las culturas de los ingleses, galeses, escoceses, irlandeses y córnicos, cuya distintividad todavía resiste a las nociones de una identidad británica homogeneizada. Debido a divisiones sectarias radicadas en tiempos antiguos, la identidad británica en Irlanda es controvertida, pero sostenida con convicción por los sectores unionistas de la población irlandesa. La britanidad se "superpuso a identidades mucho más antiguas", de las culturas inglesa, escocesa, galesa e irlandesa, cuyo carácter distintivo aún se resiste a las nociones de una identidad británica homogeneizada. Debido a las antiguas divisiones etnosectarias, la identidad británica en Irlanda del Norte es controvertida, pero es sostenida con fuerte convicción por los unionistas.
Los británicos modernos descienden principalmente de los diversos grupos étnicos que se asentaron en Gran Bretaña en el siglo XI y antes: Prehistóricos, britanos, romanos, anglosajones, nórdicos y normandos. La progresiva unificación política de las islas británicas facilitó las migraciones, los intercambios culturales y lingüísticos y los matrimonios mixtos entre los pueblos de Inglaterra, Escocia y Gales durante la Baja Edad Media, el periodo moderno temprano británico y más allá.
Los británicos forman una sociedad diversa, plurinacional y multicultural con "fuertes acentos, expresiones e identidades regionales". La estructura social del Reino Unido ha cambiado radicalmente desde el siglo XIX, con una disminución de religiosidad, crecimiento de las clases medias, y, especialmente desde los años 50, una diversidad étnica ampliada. La población del Reino Unido es alrededor de 62.5 millones, con una diáspora británica de alrededor de 140 millones concentrada en Oceanía, Canadá, Sudáfrica, Hong Kong, Estados Unidos, España y América Latina (principalmente en Chile, Argentina, Uruguay y Brasil).

## Historia del término
La primera referencia conocida a los habitantes de Gran Bretaña puede proceder de los registros del siglo IV a. C. sobre el viaje de Piteas, un geógrafo griego que realizó un viaje de exploración por las islas británicas. Aunque no se conserva ningún escrito suyo, los escritores de la época del Imperio romano hicieron mucha referencia a ellas. Piteas llamó a las islas colectivamente αἱ Βρεττανίαι (hai Brettaniai), que se ha traducido como las Islas Británicas, y los pueblos de lo que hoy son Inglaterra, Gales, Escocia y la Isla de Man de Prettanike fueron llamados los Πρετανοί (Prettanoi), Priteni, Pritani o Pretani. 
El grupo incluía a Irlanda, a la que se denominaba Ierne (Insula sacra, "isla sagrada" según la interpretación de los griegos) "habitada por la diferente raza de los Hiberni" (gens hibernorum), y a Gran Bretaña como insula Albionum, "isla de los Albiones". El término Pritani puede haber llegado a Piteas desde los galos, que posiblemente lo utilizaban como término para los habitantes de las islas.
Los escritores griegos y romanos del siglo I a. C. y del siglo I d. C. nombran a los habitantes de Gran Bretaña e Irlanda como los Priteni, origen de la palabra latina Britanni. Se ha sugerido que este nombre deriva de una descripción gala traducida como "gente de las formas", en referencia a la costumbre de tatuar o pintar sus cuerpos con hidrófilo azul hecho de Isatis tinctoria. Parthenius, gramático griego del siglo I, y el Etymologicum Genuinum, enciclopedia léxica del siglo IX, mencionan a un personaje mítico, Bretannus (forma latinizada del griego antiguo: Βρεττανός, Brettanós), como padre de Celtine, madre de Celtus, el antepasado epónimo de los celtas.

## «Británico» y otros gentilicios
Como un pueblo plurinacional, los británicos pueden escoger a identificarse con una identidad nacional local, como por ejemplo inglés, irlandés, gibraltareño o malvinense y a la vez sentirse plenamente británicos. Debido a esta identidad dual, los términos «británico» e «inglés» no se pueden emplear correctamente como sinónimos, a pesar de la tendencia ocasional de hacerlo por parte de los británicos. El término «británico» existe en un contexto de unión política y muchos lo asocian con apoyo por la continuación o reforzamiento de los lazos políticos entre los países del Reino Unido o la Mancomunidad de Naciones. Por eso hay regiones, como por ejemplo Escocia y Gales, donde una minoría de la población rechaza la britanidad y escoge identificarse solo como galeses o escoceses, y conversamente existen zonas donde solo una minoría pequeña la acepta (como en Canadá y la República de Irlanda).

## Uso incorrecto de «inglés» para decir «británico»
Los ingleses son los naturales de Inglaterra, uno de los cuatro países que forman parte del Reino Unido, que tienen en común, entre otras características, el idioma inglés. En parte por este motivo, la cultura inglesa está integrada en, y se confunde habitualmente con, la cultura británica en general.
Existe cierta tendencia de intercambiar los términos «inglés» y «británico». De acuerdo con un estudio sobre la identidad inglesa llevado a cabo por el catedrático Krishan Kumar, es frecuente el lapsus línguae de decir «inglés, quiero decir, británico» cometido normalmente por los propios ingleses como «reflejo de la dificultad que tienen a la hora de diferenciarse de los demás habitantes de las islas británicas» y se debe probablemente a la posición dominante que el país ha ejercido en el Reino Unido.
El historiador A. J. P. Taylor escribió en 1965:

Cuando se publicó el Oxford History of England hace una generación, Inglaterra era aún un término que abarcaba todo. Se refería, de forma indiscriminada, a Inglaterra y Gales, a la Gran Bretaña, al Reino Unido, e incluso al Imperio británico. Los extranjeros lo usaban para referirse a una potencia mundial y, de hecho, siguen haciéndolo. Bonar Law, de origen canadiense-escocés, no sentía ninguna vergüenza a la hora de llamarse «Primer Ministro de Inglaterra» [...] Ahora, sin embargo, se utilizan los términos con más rigor. El uso de «Inglaterra», salvo para una área geográfica en concreto, produce gritos de protesta, sobre todo de los escoceses.